# Liste der Biografien/Schmidtk
Liste der Biografien |
Portal Biografien |
Personensuche
# |
A |
B |
C |
D |
E |
F |
G |
H |
I |
J |
K |
L |
M |
N |
O |
P |
Q |
R |
S |
T |
U |
V |
W |
X |
Y |
Z |
?
 
Sa |
Sb |
Sc |
Sd |
Se |
Sf |
Sg |
Sh |
Si |
Sj |
Sk |
Sl |
Sm |
Sn |
So |
Sp |
Sq |
Sr |
Ss |
St |
Su |
Sv |
Sw |
Sy |
Sz
 
Sca–Sce |
Sch |
Sci–Scz
 
Scha |
Schc |
Schd |
Sche |
Schg |
Schi |
Schj |
Schk |
Schl |
Schm |
Schn |
Scho |
Schp |
Schr |
Schs |
Scht |
Schu |
Schv |
Schw |
Schy
 
Schma |
Schme |
Schmi |
Schmo |
Schmu |
Schmy
 
Schmic |
Schmid |
Schmie |
Schmig |
Schmik |
Schmil |
Schmin |
Schmir |
Schmis |
Schmit
 
Schmida |
Schmidb |
Schmide |
Schmidf |
Schmidg |
Schmidh |
Schmidi |
Schmidj |
Schmidk |
Schmidl |
Schmidm |
Schmidp |
Schmidr |
Schmids |
Schmidt |
Schmid, A |
Schmid, B |
Schmid, C |
Schmid, D |
Schmid, E |
Schmid, F |
Schmid, G |
Schmid, H |
Schmid, I |
Schmid, J |
Schmid, K |
Schmid, L |
Schmid, M |
Schmid, N |
Schmid, O |
Schmid, P |
Schmid, R |
Schmid, S |
Schmid, T |
Schmid, U |
Schmid, V |
Schmid, W |
Schmid, Y
 
Schmidt, A |
Schmidt, B |
Schmidt, C |
Schmidt, D |
Schmidt, E |
Schmidt, F |
Schmidt, G |
Schmidt, H |
Schmidt, I |
Schmidt, J |
Schmidt, K |
Schmidt, L |
Schmidt, M |
Schmidt, N |
Schmidt, O |
Schmidt, P |
Schmidt, R |
Schmidt, S |
Schmidt, T |
Schmidt, U |
Schmidt, V |
Schmidt, W |
Schmidt, Y |
Schmidtb |
Schmidtc |
Schmidte |
Schmidtg |
Schmidth |
Schmidti |
Schmidtk |
Schmidtl |
Schmidtm |
Schmidtn |
Schmidts
Die Liste der Biografien führt alle Personen auf, die in der deutschsprachigen Wikipedia einen Artikel haben. Dieses ist eine Teilliste mit 25 Einträgen von Personen, deren Namen mit den Buchstaben „Schmidtk“ beginnt.

## Schmidtk

### Schmidtke
- Schmidtke, Aliena (* 1992), deutsche Schwimmsportlerin
- Schmidtke, Armin (* 1943), deutscher Psychologe
- Schmidtke, Claudia (* 1966), deutsche Ärztin und Politikerin (CDU), MdB
- Schmidtke, Florian (* 1982), deutscher Schauspieler
- Schmidtke, Fredy (1961–2017), deutscher Radrennfahrer
- Schmidtke, Friedrich (1891–1969), deutscher katholischer Alttestamentler und Altorientalist
- Schmidtke, Fritz Albert (1885–1975), deutscher Lithograf und Grafiker
- Schmidtke, Gotthard (1911–2000), deutscher Musikkritiker
- Schmidtke, Hans-Herbert (1929–2023), deutscher Chemiker und Hochschullehrer
- Schmidtke, Heinrich (1894–1954), deutscher Politiker (SPD), Mitglied der Stadtverordnetenversammlung von Groß-Berlin
- Schmidtke, Heinz (1921–1976), deutscher SED-Funktionär, Erster Sekretär des VKSK
- Schmidtke, Heinz (1925–2013), deutscher Arbeitswissenschaftler
- Schmidtke, Henning (* 1970), deutscher Kabarettist, Musiker und Autor
- Schmidtke, Karl-Peter (* 1945), deutscher Sprinter
- Schmidtke, Lena (* 1991), deutsche Schauspielerin, Synchron- und Hörspielsprecherin
- Schmidtke, Margitta (* 1944), bremische Politikerin (SPD)
- Schmidtke, Otto (* 1902), deutscher Politiker (NSDAP), MdR
- Schmidtke, Rüdiger (1943–2022), deutscher Boxer
- Schmidtke, Sabine, deutsche Islamwissenschaftlerin
- Schmidtke, Sebastian (* 1985), deutscher Politiker (NPD) und Neonazi-KaderSebastian Schmidtke (* 1985)

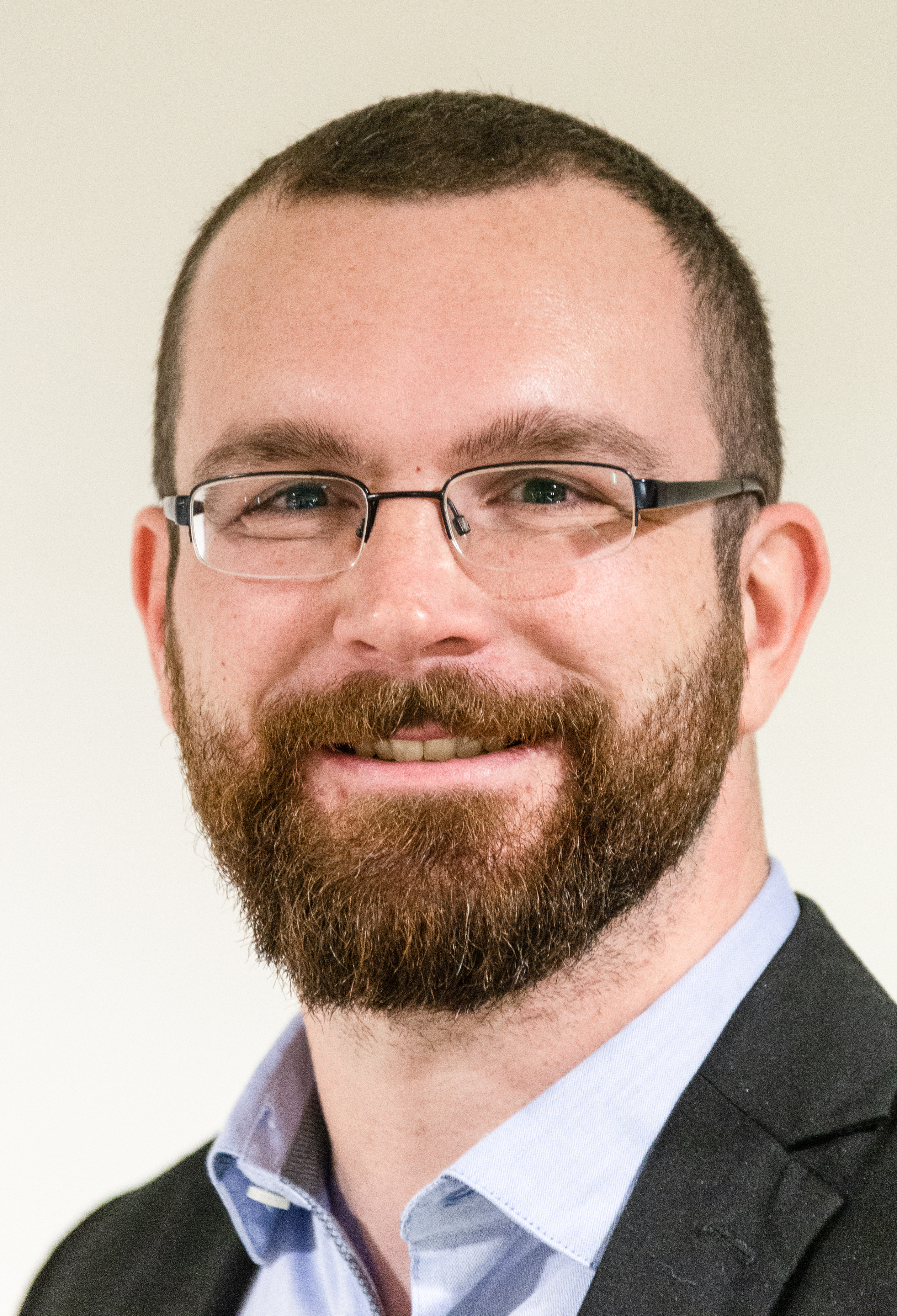
Sebastian Schmidtke (* 1985)

- Schmidtke, Stefan (* 1968), deutscher Leiter von Theaterfestivals
- Schmidtke, Torben (* 1989), deutscher Schwimmer im Behindertensport
- Schmidtke, Wolfgang (* 1956), deutscher Jazzmusiker und Komponist

### Schmidtko
- Schmidtkonz, Thomas (* 1959), deutscher Informatiker, Buchautor und Youtuber

### Schmidtku
- Schmidtkunz, Renata (* 1964), deutsche Theologin, Rundfunkredakteurin, Filmemacherin, Moderatorin, Autorin